# نوواتسی (آلکساندروواتس)
نوواتسی (به صربی: Novaci) یک منطقهٔ مسکونی در صربستان است که در الکساندراواک واقع شده‌است.